# ベンジャミン・ファイン
ベンジャミン･ファイン (Benjamin Fein、1887年頃 - 1962年/1977年?) はアメリカのユダヤ系ギャングスター。禁酒法以前のニューヨークで最も悪名高かったという。

## 来歴
病気のせいでいつも目が半分閉じたようになっていたため「ドーピー・ベニー（"Dopey Benny"、眠そうなベニー）」と呼ばれていた。体は大きく、性格は凶暴でいて無神経という典型的なギャングスターだった。
彼の犯罪歴はスリから始まり、スリ志願者には金を取ってノウハウを教えた。その後、殺し屋になる。10代の頃ニューヨーク北部にあるエルマイラ少年院に入った。
出所後、労働界に目をつけ、1900年代から10年代にかけてニューヨークのローワー・イースト・サイドで労働運動を食い物にした。組合から金をもらい、会社側が雇ったギャングを片付けたり、労働運動の邪魔になる者を片付けていくのが主な仕事。ただ暴力を働くのではなくそれをビジネスにし、組合にも自分にも利益をもたらした。ローワー・イースト・サイドで起こっていた労働紛争の中心人物だった。この頃は「相手の腕を折る=200ドル」など自分の仕事の料金表まで作っており、まさに暴力ビジネスだった。1912年のベニーの年収は1万5千ドル - 2千ドルの間で、今の貨幣価値にすると25万ドル以上になるという。彼の元には仕事をもらいにニューヨーク中の凶暴なギャングが集まってきた。元ファイブ・ポインツ・ギャングのジャック・シロッコと組合の覇権をめぐって争い、しばしば銃撃戦に発展した。
1914年1月10日、イースト・ヴィレッジのアーリントン・ホールでシロッコ率いるギャングに奇襲をかけ銃撃戦を展開した。敵味方とも死者はいなかったが、通行人が死亡した。フェインはワキシー・ゴードンら仲間3人と共に殺人容疑で逮捕された。5年刑を宣告されたが警察の捜査に協力することで投獄を免れた。仲間を売ったことで彼のギャングは勢いを失い、組合の支配力も目に見えて落ちていった。
たびたび傷害事件で逮捕され、1941年にはトマス・E・デューイの意向により盗品の衣服の売買のかどで逮捕され、終身刑の判決を受ける。後に10年~20年に減刑されたが、ニューヨークの刑務所The Tombsに収監後は消息不明となった。一説には、ニューヨークで人知れず死去したと言う。
ベニーのギャング団の中にはワキシー・ゴードン、ルイス・バカルター、ジェイコブ・"グラ"・シャピロやジェイコブ・"リトル・オーギー"・オーゲンがいた。